# Lithospermum guatemalense
Lithospermum guatemalense là loài thực vật có hoa trong họ Mồ hôi. Loài này được Donn. Sm. mô tả khoa học đầu tiên năm 1899.